# Seznam osebnosti iz Občine Sveta Ana
Seznam osebnosti iz Občine Sveta Ana vsebuje osebnosti, ki so se tu rodile, delovale ali umrle.
Občine Sveta Ana ima 12 naselij: Dražen Vrh, Froleh, Kremberk, Krivi Vrh, Ledinek, Lokavec, Rožengrunt, Sveta Ana v Slovenskih goricah, Zgornja Bačkova, Zgornja Ročica, Zgornja Ščavnica in Žice.

## Znanost in humanistika

### Jezikoslovje
- Josip Šuman (1836, Zgornja Ročica – 1908,  Mošćenička Draga, Hrvaška), jezikoslovec
- Bernard Pergerl (1440, Zgornja Ščavnica –1501, Dunaj), jezikoslovec, pedagog, pravnik, matematik in astronom
- Martin Senekovič (1837, Zgornja Ščavnica – 1919, Zagreb), šolnik in pisatelj
- Janko Šlebinger (1876, Ledinek – 1951, Gornja Radgona), slovenski bibliograf, urednik, leksikograf in literarni zgodovinar
- Ivan Polanec (1844, Zgornja Ščavnica – 1899, Novo Mesto), prevajalec

### Medicina
- Roman Lesnika (1898, Sveta Ana v Slovenskih goricah – 1975, Mozirje), zdravnik in lekarnar
- Tone Žel (1923, Sveta Ana v Slovenskih goricah – 1986, Ljubljana), slovenski zdravnik oftalmolog
- Franc Steinfelser (1887, Zgornja Ščavnica – 1969, Celje), prvi slovenski kirurg in porodničar v celjski bolnišnici
- Jože Neudauer (1920, Zgornja Ročica – 2016, Ptuj), zdravnik
- Franc Postič (1794, Zagreb – 1861, Sv. Ana v Slovenskih goricah), zdravnik, vinogradnik in sadjar

## Gospodarstvo in politika
- Ivan Holarjem (1935, Žice – 2018, Niagarski slapovi, Kanada), gospodarstvenik
- Alojz Senekovič (1857, Spodnja Ščavnica – 1931, Zgornja Ščavnica), narodni delavec
- Jožef Špindler (1904, Zg. Ročica - 1989, Zg. Ročica), politik